# Pirater i mörka vatten
Pirater i mörka vatten (engelska: The Pirates of Dark Water) är en amerikansk tecknad TV-serie, med fantasy-tema, som producerades av Hanna-Barbera och Turner Entertainment 1991-1993.

## Handling
Serien utspelar sig på den fiktiva planeten Mer, och följer en grupp äventyrare i ett sökande efter Maktens tretton försvunna skatter, som besitter den kombinerade kraften till att stoppa en ond substans som kallas "Det mörka vattnet" från att sluka hela havsvärlden.

## Figurer

### Hjältar
- Ren: Prinsen av det en gång stora kungariket Octopon och huvudpersonen i serien. Ren växte upp hos en fyrvaktare i utkanten av sitt hemland, omedveten om sitt öde och sitt förflutna. Han bär på det avbrutna svärdet som tillhörde hans far i dess hela form. I början av den andra säsongen, befriade han halva planeten från Det mörka vattnet.

- Niddler: En apliknande fågel som en gång tillhörde Bloth, tills han flydde när han hjälpte Ren att undkomma från piratskeppet. Han härstammar från Pandawaön. Han beskrivs ofta som girig och konstant hungrande efter mat, hans favoritmat är mingameloner. Men han gillar Ren, och hans flygförmåga kommer ofta till hjälp.

- Tula: Hon är en tidigare servitris på en restaurang med förmågan att kontrollera element och biologiskt liv. Hon är halsstarrig och gör ofta Ioz förvirrad. Hon förenades med Ren och Ioz genom att smita ombord på deras stulna skepp, eftersom hon ville bort ifrån det arbetsträlande livet på land. Det avslöjades sedan att hon var en kvinna med många hemligheter.

- Ioz: Han är egentligen en svindlare och pirat, som hjälper Ren efter ett löfte att han skulle få hälften av skatten. Genom säsongerna, har hans karaktär förändrats och han blir alltmer fäst vid Ren och hans idealism. Ett starkt broderskap utvecklas mellan dem och Ioz riskerar ofta sitt liv för Ren och i sökandet efter skatterna. Han fortsätter försöken att snabbt bli rik, men misslyckas ofta.

- Zoolie: En glad, rödhårig skojare som sköter ett spelhus i Janda-Town. Han och Ioz var tidigare manskap på Bloths skepp. Han är inte en av de vanligare personerna i serien, men han återkommer litet då och då, för att hjälpa Ren och hans vänner när de än gör besök i Janda-Town.

- Teron: En man med förmågan att skjuta rötter från sin kropp för att återfylla sig själv med krafter när han är långt ifrån sitt hemland, Andorus. Till en början i serien var han en fånge på Bloths skepp, och Bloth använde Terons krafter till onda syften. Tula har stor respekt för honom. Hon blev en gång sänd på ett uppdrag för att få tillbaka honom till Andorus, för att stoppa Det mörka vattnet från att omringa det.

### Skurkar
- Lord Bloth: Den oxliknande och monstruösa kaptenen på piratskeppet. Även han är ute efter de tretton skatterna. Han är väldigt ond och skoningslös. Han har ett jättelikt monster under däck, som han ofta matar sina mannar med, när de sviker honom.

- Mantus: Bloths högra hand. Han är en av de bästa piraterna på att borda andra skepp.

- Konk: En kort och knubbig pirat som jobbar för Bloth. Han förlorade sitt ena ben efter att Bloth slängt ned honom till monstret, och han blev därefter den enda piraten på skeppet som någonsin överlevt mötet med monstret. Han får ofta uppdrag av Bloth, som han sällan lyckas med.

- Bröderna Lugg: Två läskiga tvillingar, som är medlemmar i Bloths piratflotta. De följer ofta med Konk i hans uppdrag. När de är med Konk, får de nästan honom att framstå som smart.

- Dark Dweller: En mäktig och ond varelse, som skapar Det mörka vattnet.

- Morpho: En medhjälpare till Dark Dweller. Han har jobbat för Bloth några gånger. Istället för ena armen har han en tentakel, och hälften av hans ansikte är bläckfiskmuterat.

- Joat: En pirat som tidigare hade ett eget skepp, som blev stulet Ioz. Istället för sin vänstra hand har han en metallklo, som han använder skoningslöst i strid.

## Avsnitt
1. The Quest
2. Dishonor
3. Break Up
4. Betrayal
5. Victory
6. Andorus
7. A Drop of Darkness
8. The Beast and the Bell
9. Panacea
10. King Niddler
11. The Collection
12. The Little Leviathan
13. The Darkdweller
14. The Dark Disciples
15. The Ghost Pirates
16. The Dagron Master
17. The Game Players of Undaar
18. The Pandawa Plague
19. Sister of the Sword
20. The Soul Stealer
21. The Living Treasure

## Svenskspråkiga röster i urval
- Ren - Peter Sjöquist
- Niddler - Hans Jonsson
- Tula - Louise Raeder
- Bloth - Gunnar Ernblad
- Ioz / Mantus / Berättaren - Fredrik Dolk
- Konk - Steve Kratz

## Hemvideoutgivningar
Hela serien släpptes till DVD i region 1 den 31 augusti 2010.

### Fotnoter
1. ↑  ”Pirates of Darkwater - The Complete Series” (på engelska). TV Shows on DVD. 31 augusti 2010. Arkiverad från originalet den 1 februari 2017. https://web.archive.org/web/20170201235821/http://www.tvshowsondvd.com/releases/Pirates-Darkwater-Complete-Series/10456. Läst 20 januari 2017.